# 傑尼西夫卡 (比洛吉里亞區)
49°55′37″N 26°27′13″E / 49.92694°N 26.45361°E
傑尼西夫卡（烏克蘭語：Денисівка），是烏克蘭西部的村莊，隸屬赫梅利尼茨基州的舍佩蒂夫卡區。該村始建於1525年，面積0.1平方公里，2001年人口447，人口密度每平方公里4,298人。